# Paul Decauville-Lachènée
Pour les articles homonymes, voir Decauville (homonymie).

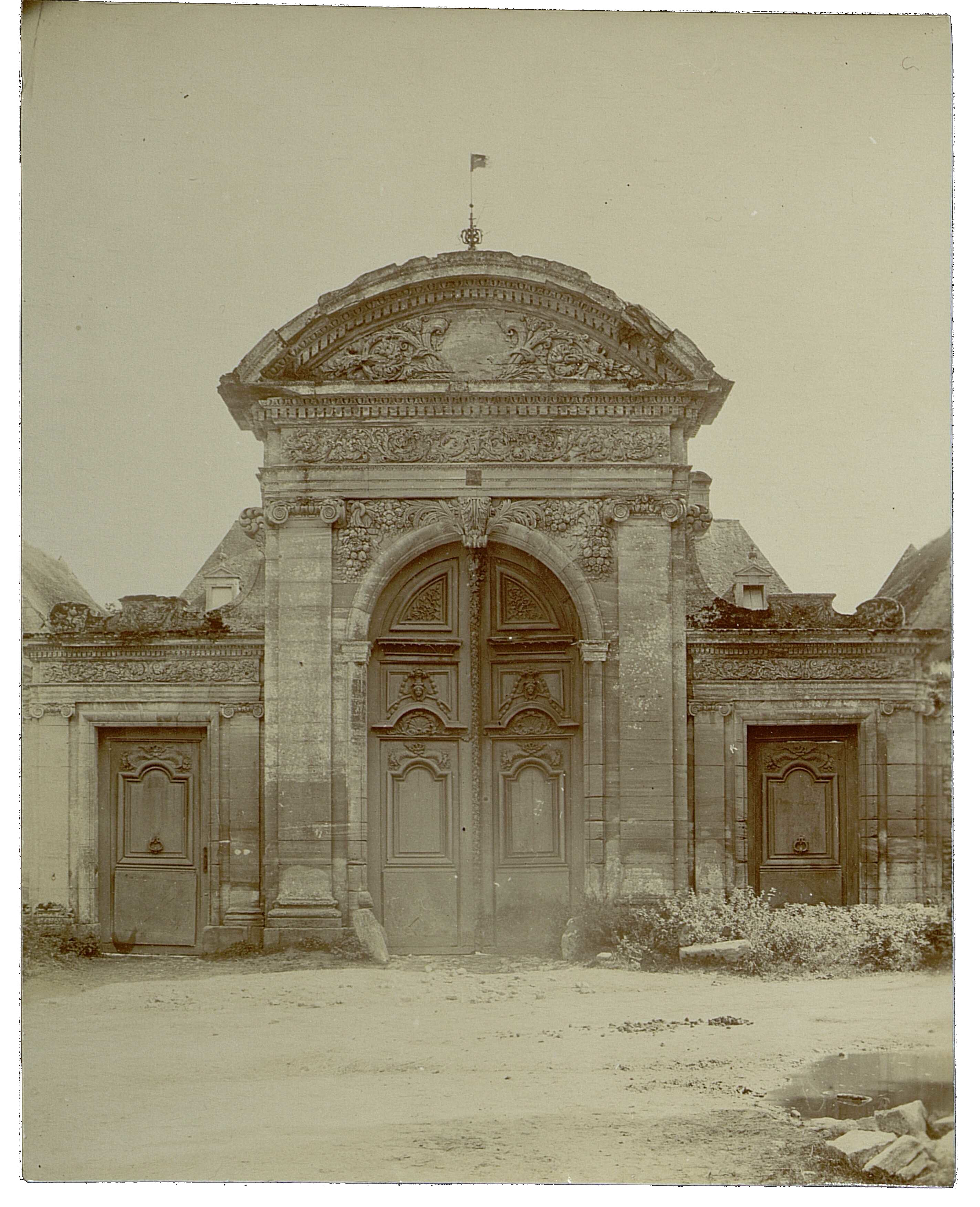
Porte de Brécy (fermée), par Paul Decauville-Lachènée, 1895

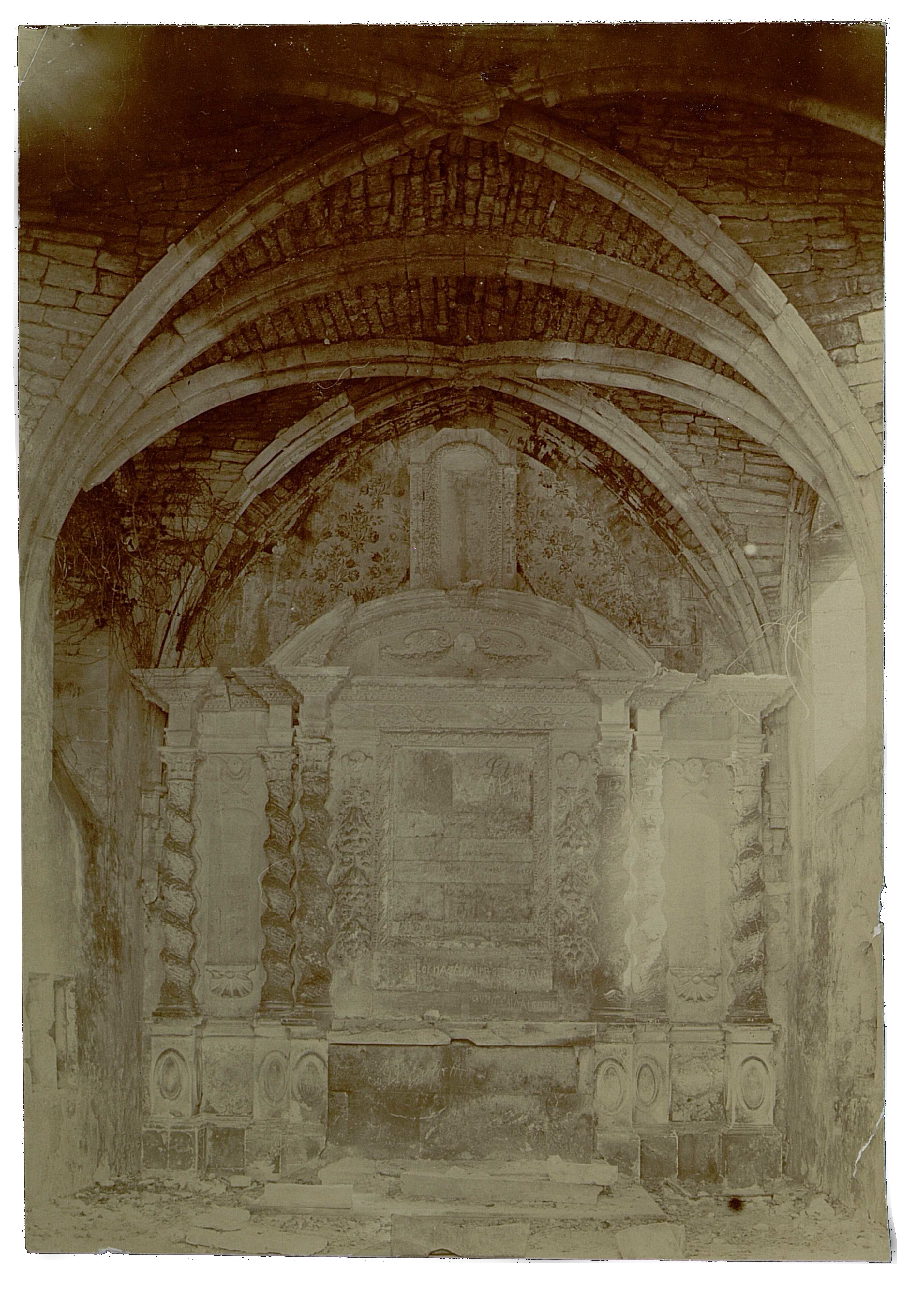
Autel de Brécy, par Paul Decauville-Lachènée, 1895

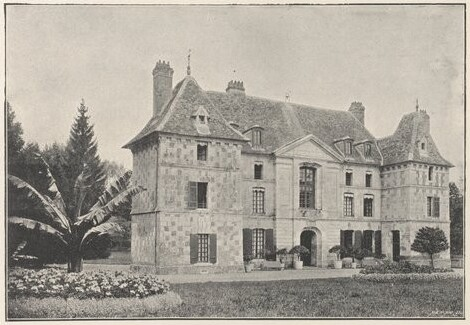
Château d'Hermival-les-Vaux. D’apres une photographe de M Paul Decauville-Lachènée

Paul Decauville-Lachènée (né en 1874 et mort en 1920) est un photographe français.

## Vie
Le fils du bibliothécaire Abel Decauville-Lachènée, Paul Decauville-Lachènée a réalisé et publié plusieurs photographies.
Certaines de ses photos sont conservées aux archives départementales du Calvados dans le cadre d'un fonds d'environ 470 tirages photographiques originaux utilisés pour l'édition des volumes consacrés au Calvados dans le livre la Normandie monumentale et pittoresque, paru en 1895 et édité par Alexis Guislain Lemâle au Havre. Ce livre contient entre autres des textes rédigés par son père, Abel Décauville-Lachènée, qui présentent les principaux édifices publics, églises, châteaux, manoirs, etc. du Calvados. Les illustrations sont des héliogravures de Paul Dujardin, réalisées à partir de photographies que l'on retrouve pour la plupart dans ce fonds.
Les versos de certains tirages portent les traces de ce traitement (annotations, découpages, etc.). Les photographies de ce fonds ont été réalisées par Henri Magron, Paul Robert (photographe de la Commission des monuments historiques), Paul Décauville-Lachènée, Jean-François Lalouette, Alexandre-Marie Descours Desacres et Alfred Monod,.

## Œuvres
9. Creully, intérieur de l'église 

12. Inscription dans l'église de Langrune 

14. Eglise de Bény-sur-Mer 

16. Château de Fontaine-Henry 

17. Château de Fontaine-Henry 

18. Château de Fontaine-Henry 

19. Réfectoire du lycée Malherbe a Caen 

26. Autel de Brécy